# Faith Ogallo
Pour l’article homonyme, voir Ogallo.
Faith Wanjiku Ogallo, née le 3 février 1995, est une taekwondoïste kényane.

## Carrière
Faith Ogallo est médaillée d'argent dans la catégorie des plus de 73 kg aux Jeux africains de 2019 à Rabat.
Elle remporte la médaille de bronze dans cette même catégorie aux Championnats d'Afrique de taekwondo 2021 à Dakar ainsi qu'aux Championnats d'Afrique de taekwondo 2022 à Kigali, aux Championnats d'Afrique de taekwondo 2023 à Abidjan et aux Jeux africains de 2023 à Accra.